# Shavit-3
Shavit-3 (hebr. שביט-3) – izraelska rakieta nośna, projektowana przez Izrael i RPA. Ma być przeznaczona do wynoszenia niewielkich satelitów na nisko położoną orbitę okołoziemską. Właścicielem jest Izraelska Agencja Lotów Kosmicznych.

## Historia
Rakieta Shavit-3 jest wersją rozwojową rakiety Shavit-2, w której dodano nowy czwarty człon.

## Budowa rakiety
Rakieta Shavit-3 będzie posiadała cztery stopnie z silnikami rakietowymi zasilanymi paliwem stałym, z których jeden pochodzi z rakiety Jerycho-2.
Jedna z możliwych konfiguracji rakiety:
- Stopień 1 - masa całkowita: 13 990 kg, masa pustego członu: 1240 kg. Silnik: 1 x LK-1. Siła ciągu: 774,0 kN. Czas pracy: 55 s. Długość: 7,50 m. Średnica: 1,35 m. Paliwo: stałe.
- Stopień 2 - masa całkowita: 13 990 kg, masa pustego członu: 1240 kg. Silnik: 1 x LK-1. Siła ciągu: 774,0 kN. Czas pracy: 55 s. Długość: 7,50 m. Średnica: 1,35 m. Paliwo: stałe.
- Stopień 3 - masa całkowita: 2048 kg, masa pustego członu: 170 kg. Silnik: 1 x RSA-3-3. Siła ciągu: 58,8 kN. Czas pracy: 94 s. Długość: 2,60 m. Średnica: 1,30 m. Paliwo: stałe.
- Stopień 4 - masa całkowita: 237 kg, masa pustego członu: 71 kg. Silnik: 1 x LK-4. Siła ciągu: 0,402 kN. Czas pracy: 800 s. Długość: 1,30 m. Średnica: 1,56 m. Paliwo: stałe[2].

Jako 1. stopień rakiety rozważany był też amerykański człon ATK Castor 120.